# Aline Gurgel
Aline Paranhos Varonil Gurgel (Macapá, 25 de novembro de 1980) é uma política brasileira, filiada ao Republicanos. Atualmente é deputada federal pelo Amapá.
Nas eleições de 2022, houve divergência se foi eleita, ou não. O Supremo Tribunal Federal declarou inconstitucional uma regra do Código Eleitoral que restringia a distribuição das sobras eleitorais (vagas não preenchidas nas eleições proporcionais) aos partidos que tivessem pelo menos 80% do quociente eleitoral e aos candidatos que atingissem 20%. Com essa decisão, todos os partidos passaram a poder participar do rateio. A Suprema Corte, por maioria, acolheu os argumentos dos partidos de que para a decisão só valer do julgamento em diante (a partir das eleições de 2024) seria necessário haver pelo menos oito votos nesse sentido, o que não ocorreu no julgamento original. Neste sentido o Tribunal Superior Eleitoral determinou a diplomação e posse de Aline Gurgel, na vaga que foi atribuída a Sílvia Waiãpi.

## Vida Pessoal
Aline é casada com o empresário Hildegard Gurgel, irmão do deputado federal Vinícius Gurgel, com quem possui três filhos.

## Desempenho eleitoral
| Ano  | Eleição             | Cargo            | Partido                                                                        | Partido                                 | Coligação                                                   | Titular/Vice             | Votos para Gurgel | Votos para Gurgel | Votos para Gurgel | Votos para Gurgel | Resultado  | Ref   |
| Ano  | Eleição             | Cargo            | Partido                                                                        | Partido                                 | Coligação                                                   | Titular/Vice             | T.                | Total             | %                 | P.                | Resultado  | Ref   |
| ---- | ------------------- | ---------------- | ------------------------------------------------------------------------------ | --------------------------------------- | ----------------------------------------------------------- | ------------------------ | ----------------- | ----------------- | ----------------- | ----------------- | ---------- | ----- |
| 2012 | Municipal de Macapá | Vereadora        |                                                                                | PR                                      | Partido Isolado Partido da República                        | —                        | 1°                | 4.771             | 2,34%             |                   | Eleita     | [ 4 ] |
| 2014 | Estaduais de Amapá  | Vice-governadora | Unidos Pelo Amapá que Queremos (PTdoB, PRB, PROS, PR, PEN, PV, PHS, PSDC, PTN) | PR                                      | Titular: Bruno Mineiro (PTdoB)                              | 1°                       | 30.135            | 7,87%             | 4°                | Não eleita        | [ 5 ]      |       |
| 2016 | Municipal de Macapá | Prefeita         |                                                                                | PRB                                     | Macapá de Todos nós (PRB, PSL, PR, PSDC, PRTB,PMB, PRP,PTB) | Vice: Marcio Costa (PTB) | 1°                | 25.365            | 11,89%            | 3°                | Não eleita | [ 6 ] |
| 2018 | Estaduais do Amapá  | Deputada Federal | Amapá da Gente (PRB, PTB,DC, PTC, PRP)                                         | PRB                                     | —                                                           | 1°                       | 16.519            | 5,16%             |                   | Eleita            | [ 7 ]      |       |
| 2022 | Estaduais do Amapá  | Deputada Federal | Republicanos                                                                   | Partido Isolado Republicanos            | —                                                           | 1°                       | 13.633            | 3,21%             |                   | Eleita            | [ nota 1 ] |       |
| 2024 | Municipal de Macapá | Prefeita         | Republicanos                                                                   | Macapá pra Todos nós ( Republicanos,PL) | Coronel Adilton (PL)                                        | 1°                       | 8.897             | 3,71%             | 3°                | Não eleita        | [ 9 ]      |       |